# 国共合作
国共合作（こっきょうがっさく）とは、1924年から1927年と、1937年から1945年の2度に亘り中国国民党と中国共産党の間に結ばれた協力関係のことである。「合作」は中国語で協力関係を意味する。

中国国民党の党旗
?中国共産党の党旗（1921年から1996年まで）

## 第一次国共合作
第一次国共合作は、軍閥および北京政府に対抗する共同戦線であった。国民党は1924年1月20日、広州で開催した第一次全国代表大会で、綱領に「連ソ」「容共」「扶助工農」の方針を明示し、第一次国共合作が成立した。陳独秀や毛沢東ら中国共産党員が個人として国民党に加入する党内合作の形式を取った。 1925年孫文が死去し、1926年に中山艦事件で蔣介石が共産党員を拘束するなどの軋轢があったが、その後国民革命軍総司令官になって実権を握った蔣介石が同年北伐を開始し、1927年に南京に国民政府が成立。1927年4月の上海クーデターによって国共合作は事実上崩壊。7月13日、中国共産党は対時局宣言を発し第一次国共合作の終了を宣言、第一次国共内戦に突入した。

## 第二次国共合作
西安事件後を契機に壊滅寸前の共産党は、コミンテルンの方針もあり、国民党との合作に活路を見つけようとした。しかしながら、国民党内の共産党不信は根強く、合作に向けた交渉は捗らなかった。それに対し、北京での盧溝橋事件と第二次上海事変に至る上海で続いた日本軍との軍事的衝突の矢面に立たされた蔣介石国民政府は、ソ連との中ソ不可侵条約締結と共産党の合法化による共産主義勢力との連携で難局の打開を試みた。

### 歴史

#### 国共内戦の激化
中華民国の国民政府主席に就任後、蔣介石は意欲的に中国の近代化を推進する改革を行った。しかしその頃、ソビエト連邦の支援の下、毛沢東が指揮する中国共産党は農村を中心として支配領域を広げていき、1931年には江西省に「中華ソビエト共和国臨時政府」を樹立するまでに勢力を拡大していた。蔣は1930年12月から、共産党に対し5次にわたる大規模な剿共戦（英語版）を展開、1934年10月には共産党を壊滅寸前の状態にまで追い込み、共産党は西部奥地のソ連国境に近い延安への逃避行（共産党の言い方では長征）でしのぎ、西安事件で復活の切っ掛けを掴んだ。

#### 国共再合作への道
西安事件後、共産党の国民党への合作の働きかけはさらに積極化された。1936年12月19日、共産党中央と中華ソビエト政府は、陝西省境の潼関における内戦停止、全国各党各派による和平会議の招集、会議の議題は内戦停止と一致抗日、会議の場所は南京と、南京政府に訴えた。1937年1月6日、共産党中央は国民党・南京政府に対して通電を発して、即時停戦と親日派の罷免を要求した。
西安事件で内戦停止と一致抗日を約束させられた蔣介石は、南京に帰還すると、直ちに中央軍を陝西省から撤退させる声明を出した。1936年12月29日、国民党中央常務委員会は、反乱軍討伐の停止、張学良と楊虎城討伐の大本営である討逆大本営（総司令は何応欽）の解消などを承認した。1937年1月6日には、共産軍討伐前線司令部である西安の掃共行営が廃止され、十年間続いた国共内戦は事実上停止された。1月8日には親日派の中心人物である張群外交部長（外相）が罷免され、反日・欧米派に属する王寵恵が就任した。
2月10日、共産党中央は国民党三中全会に対する通電を発して、共産党が国民党と国民政府の指導権を認め、その指揮権に服従することを表明し、抗日のために第二次国共合作を要求した。2月15日から開かれた国民党三中全会では、①紅軍の取り消し②ソビエト政府の取り消し③赤化宣伝の中止④階級闘争の中止の四条件からなる赤禍根絶決議が採択され、共産党に対して表面的には非妥協的であったが、失った領土の回復、各党各派を入れた国民大会の招集、共産党の要求する和平会談の受諾が決められた。赤禍根絶案が決議された2月22日、蔣介石は、抗日民族運動に関する言論・出版・行動の自由、政治犯の釈放、各方面の人材登用、一致団結して国家目前の困難解決の意向を明らかにして、抗日民族統一戦線を暗に容認した。さらに「赤匪」や「共産匪」という用語の使用が禁じられ、少数のあまり重要でない政治犯が釈放された。共産党中央宣伝部が4月3日付で発表した「国民党三中全会後のわれらの任務に関する宣伝大綱」のなかで、国民党三中全会は極めて重要な意義を有する会議であったことを認め、①国民党が政策転換の開始を表明した②内戦停止、民主制度の拡大、言論開放、政治犯釈放を承認した③赤禍根絶決議はわが三中全会へ与えた通電と原則的に接近しており、国共間の折衝進行の可能性を表明した④このことは国共合作の原則がすでに確立したことを意味する⑤対日戦への決意を表明した、と三中全会を高く評価した。
共産党代表の周恩来と国民党代表の張冲の間で和平交渉が行われ、1937年3月1日には、内戦停止・一致抗日および国民大会に各方面の人材を収容すること、の二原則が成立し、3月4日には、改編共産軍について、新駐在地点の指定、南京の軍事委員会への指揮服従、国民政府からの軍事費支給などが確約された。その結果、ソビエト区に対する経済・郵便・電信・交通の封鎖が部分的に解除され、数百人の青年共産党員、多数の若い急進分子、老練な党工作者、優秀な技術者たちが中国各都市から徒歩で延安に赴いた。また三個師団分ではあったが、国民党政府は共産軍に対して軍用金と弾薬を支給した。
共産党は4月7日、「これまでの一切の土地改革規定を全面的に放棄する」宣言をして、国民党に大きな譲歩を示し、4月15日、「全党同志に告ぐる書」を発表して、今後の任務はすでに獲得した国内平和を強固なものにし、民主的権利を闘いとり、対日抗戦を実現することにあると指摘した。

#### 第二次国共合作の成立

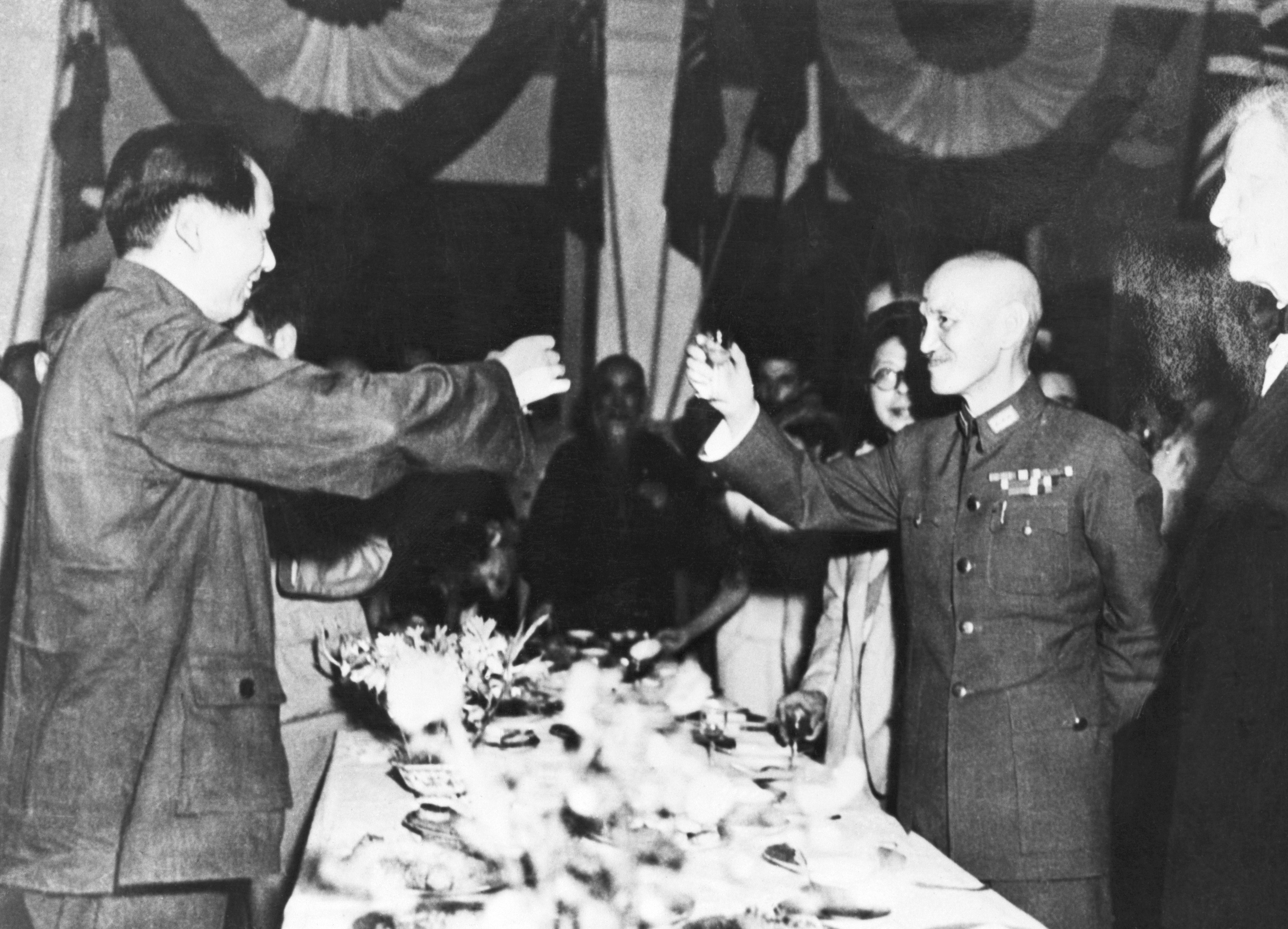
祝杯をあげる蔣介石と毛沢東

1937年7月7日、盧溝橋事件が起こると、7月8日、共産党は局地解決反対を全国に呼びかけ、7月11日、周恩来が抗日全面戦争の必要を蔣介石に強調するなど、共産党は国民党に対日抗戦を迫った。7月19日、日中全面戦争に極めて慎重であった蔣介石は、「最後の関頭」演説を公表して抗日の決意を表明したが、第29軍を北平・天津から撤退させて日本軍と妥協しようとした。また、冀察政務委員会も日本軍と妥協を図って積極的抗戦を避けた。このため共産党は、7月23日に「第二次宣言」を発して、全面抗戦・徹底抗戦の実行を強調した。
7月21日、蔣介石に反対していた西南派の李宗仁・白崇禧・黄旭初らも蔣介石擁護の意向を表明した。また、7月から8月にかけて枕鈞儒・章乃器らの「抗日救国七君子」をはじめ、郭沫若や陳独秀など、三百人あまりの政治犯が釈放された。7月28日、北支における日中両軍の全面衝突が起こると、蔣介石は最後まで抗戦する決意を再び表明した。南京政府の抗日体制は強まり、8月8日、蔣介石は「全将兵に告ぐ」と題する演説を行い、抗戦の決意を三度表明した。
8月13日、第二次上海事変が勃発すると、国共合作と抗日民族統一戦線は飛躍的に発展した。8月22日、国民政府は、紅軍を改編して国民革命軍第八路軍とすることを正式に公布し、朱徳を八路軍総司令に、彭徳懐を同副指令に任命し、三個師をその指揮下に入れた。国民政府から武器、弾薬、資金が補給された。9月9日、南京政府は国防最高会議を組織し、同会議の主席に蔣介石、副主席に汪兆銘が就任し、周恩来、朱徳らも参加した。9月22日、共産党中央委員会の「国共合作に関する宣言」が発表され、9月23日、蔣介石の「国共両党の第二次合作に関する談話」が発表された。
共産党は「国共合作に関する宣言」において、「国難極端に厳重にして民族生命の存亡の危機にあたって、我等は祖国の危亡を回復救助するために平和統一・団結禦侮の基礎の上に、すでに中国国民党と了解を得て共に国難に赴くこととなった」と国共再合作の了解が成立した意義の重大性を強調し、①孫文の三民主義の徹底的実現のために奮闘する②国民党政権を破壊する一切の暴動政策および赤化運動を取り消し、暴力をもって地主の土地を没収する政策を停止する③現在のソビエト政府を取り消し、民権政治を実現して全国政権の統一を期する④紅軍の名義および番号を取り消して国民革命軍に改編し、国民政府軍事委員会の指揮を受け、その出動命令を待って抗敵前線の責任を分担する、ことを国民党と全国民に誓った。
9月6日、共産党は実効支配地域の中華ソビエト共和国を廃止して中華民国陝甘寧辺区政府に改編して国民政府行政院直轄区となった。
9月27日、中国共産党中央委員会主席の毛沢東は「国共合作成立後のさし迫った任務」と題する声明を発表し、国共合作が成立したことの意義を確認した。10月2日、華中・華南に遊撃中の中共軍約1万が「新四軍」として再編成されることが国民政府から指示され、軍長に葉挺、副軍長に項英が任命された。南京陥落後の12月25日、共産党は「時局に対する宣言」を発表して国共両党の提携と徹底抗戦を改めて声明した。

#### 米ソからの援助

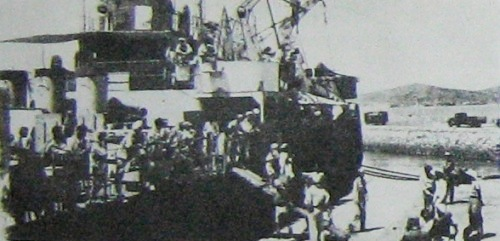
広東からアメリカ海軍の艦船に乗って山東に向う共産軍の部隊

日本と敵対関係にあったソビエト連邦は共産党中国支部の設立を支援した。またコミンテルンを通じて中国の共産化政策を強力に押し進めた。1937年8月13日の日中両軍の全面衝突から10日足らずで中ソ不可侵条約を結んで、蔣介石国民政府をも物資だけでなく人も含めた全面的な支援をして、国民政府の反共産化政策を放棄させるのに成功した。
また日本の伸張に危機感を持ったアメリカは、蔣介石の妻の宋美齢によるフランクリン・ルーズベルト大統領への強い働きかけを受けて「義勇軍」という形を取って1941年から中華民国軍に武器や軍事顧問の派遣などの形で援助を行ったほか、同年12月の日本との開戦後には中国共産党軍にも武器などの軍事支援を行った。

#### 国共内戦の再開
1945年8月の日本の太平洋戦争敗戦は、国共統一戦線の意義も名目もなくなり、アメリカの調停によって国共で締結された双十協定でも完全な停戦に至らず、内戦は再開された（第二次国共内戦）。共産党軍は、東北と内蒙古と新疆に侵入したソ連とモンゴル人民共和国の支援を受け、徐々に南下して日本軍の前面に立って戦力を消耗してアメリカから事実上援助を打ち切られた国民政府軍を圧迫した。
1949年1月、蔣介石が国共内戦での敗走の責任をとって総統を辞任すると、副総統だった李宗仁が総統（代理）に就任し、同年4月1日に共産党との和平交渉団を南京から共産党支配下の北平（北京）に派遣して北平和談を行い、交渉団が最終案である国内和平協定を持ち帰ってきた。しかし、20日に国民党は調印を拒否する電報を共産党に打って交渉は決裂し、3日後の23日には渡江戦役で首都の南京も共産党に占領されてしまった。同年10月には中華人民共和国の成立に至り、台湾に逃避して総統に復帰した蔣介石は武力による大陸部の領土奪還（大陸反攻）を目指して冷戦状態となった。